# Franz Hermann Troschel
Pour les articles homonymes, voir Troschel.
Franz Hermann Troschel est un zoologiste allemand, né le 10 octobre 1810 à Spandau, aujourd'hui un quartier de Berlin et mort le 6 novembre 1882 à Bonn.

## Biographie
Troschel étudie en 1831 à l’université de Berlin les mathématiques et l’histoire naturelle. En 1844, il est habilité Privatdozent en zoologie. À partir de 1840, il est l’assistant de Martin Lichtenstein (1780-1857), directeur du musée de zoologie de Berlin (l'actuel musée d'histoire naturelle de Berlin). À partir de 1849, il est professeur de zoologie et d’histoire naturelle à l’université de Bonn.

## Liste partielle des publications
- Avec Johannes Peter Müller (1801-1858) (en) System der Asteriden, Brunswick, Friedrich Vieweg und Sohn (lire en ligne) (1842)
- Über die Bedeutsamkeit des naturgeschichtlichen Unterrichts. Berlin 1845
- Avec Johannes Peter Müller Horae ichthyologicae. Berlin 1845–49, 3 volumes
- Handbuch der Zoologie. Berlin 1848/1853/1859/1864/1871, il reprend ce manuel créé par  Arend Friedrich August Wiegmann (1802-1841) et Johann Friedrich Ruthe (de) (1788-1859).
- Das Gebiß der Schnecken zur Begründung einer natürlichen Klassifikation. Berlin 1856-1879, deux volumes.
- (Comme directeur) Archiv für Naturgeschichte, vol. 2. Berlin, Nicolaische Verlagsbuchhandlung, 1869

## Source
- Traduction de l'article de langue allemande de Wikipédia (version du 4 décembre 2006).